# IMAM Ro.43
Le IMAM Ro.43 était un avion militaire de la Seconde Guerre mondiale construit en Italie par IMAM. Il est un dérivé de sa version terrestre, l'IMAM Ro.37. Il est un hydravion de reconnaissance embarqué sur les unités de la marine royale italienne, il est possible de replier ses ailes afin de gagner de la place.